# Disersus uncus
Disersus uncus is een keversoort uit de familie beekkevers (Elmidae). De wetenschappelijke naam van de soort werd in 1982 gepubliceerd door Spangler & Santiago.